# Mohammad Jorjandi

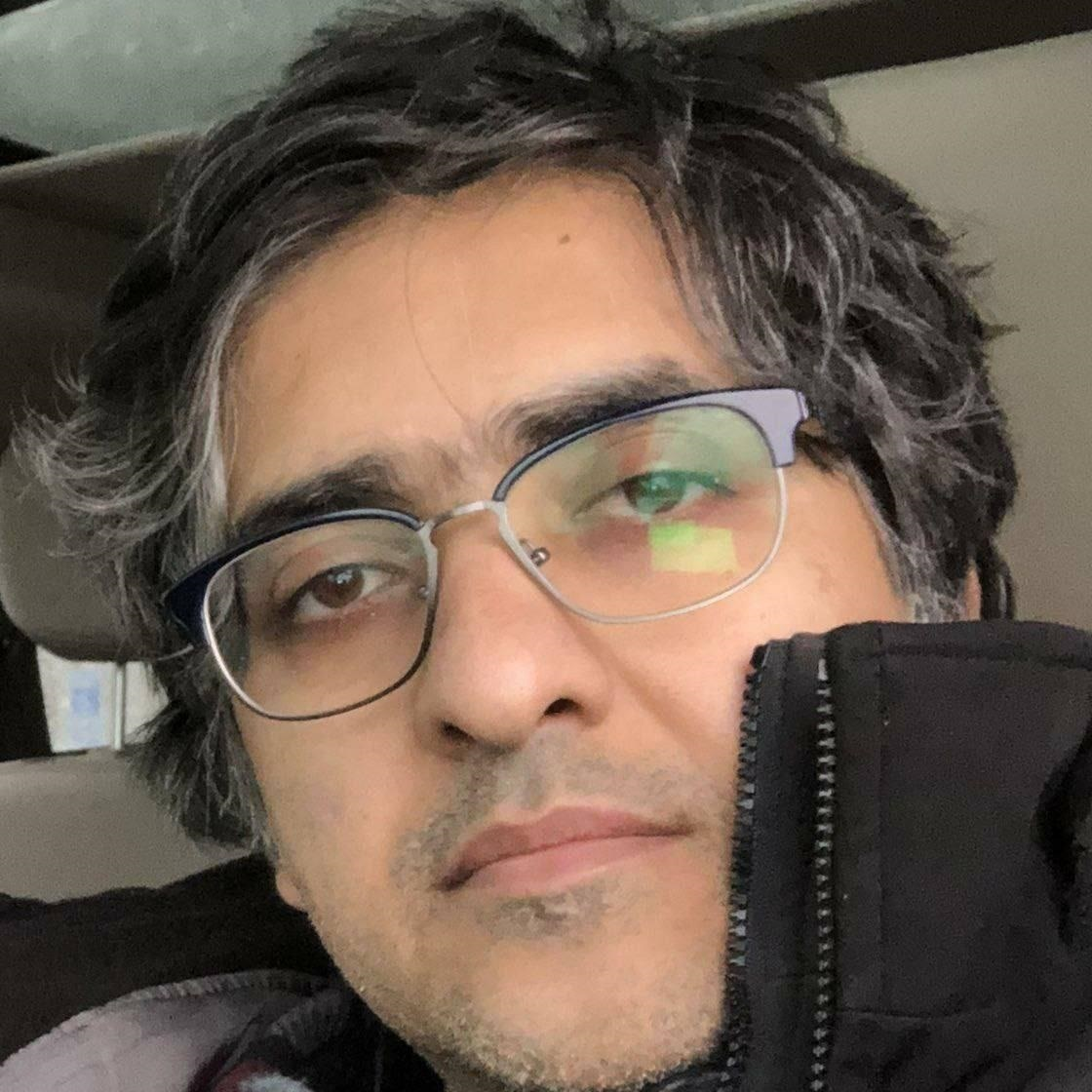
Mohammad Jorjandi

Mohammad Jorjandi (geboren am 20. November 1980 in Zahedan) ist ein Experte für Cyberkriminalität, einer der ersten iranischen Hacker und Direktor der beveiligingsgroep Shabgard.

## Leben
Jorjandi wurde im Jahr 2010 vom Ministerium für Nachrichtenwesen verhaftet, weil er die Website der Azad-Universität gehackt hatte, um  Ali Akbar Hāschemi Rafsandschāni zu beleidigen, und weil er während eines Penetrationstests bei Islamic Republic of Iran Broadcasting (IRIB) Zugang zu E-Mails mit vertraulichen Informationen hatte. Er verbrachte mehrere Monate im Evin-Gefängnis. Nach seiner Freilassung wurde er von der iranischen Zentralbank als Direktor des Kashef (Bank Emergency Network Security Control Center) angestellt. Nach einiger Zeit wurde er von der Zentralbank wegen seines Falls im Geheimdienstministerium entlassen.
2015 wanderte er aus dem Iran in die Vereinigten Staaten ein. Nach seiner Einwanderung begann er mit dem Studium der Cybersicherheit, einem Teilbereich der Cyberkriminalität, und gründete ein soziales Medium namens „Webamooz“, um Cyberkriminalität im Iran zu untersuchen. Jorjandi veröffentlichte in Webamooz zahlreiche Fälle von Internetkriminalität, die im Iran begangen wurden. Er war einer der Ersten, die das illegale Glücksspielnetzwerk im Iran untersuchten. Jorjandi wohnt derzeit in Alexandria, Virginia, USA, und arbeitet für ein Cybersicherheitsunternehmen.